# 短夜物語
『短夜物語』（みじかよものがたり）は、1920年（大正9年）製作・公開、細山喜代松監督の日本のサイレント映画である。国際活映角筈撮影所の第1回作品である。

## 略歴・概要

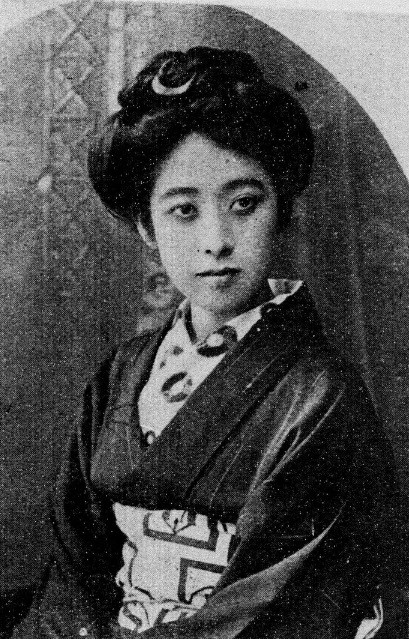
主演の林千歳

1919年（大正8年）12月6日、国際活映株式会社が設立され、同社の常務取締役に就任した小林喜三郎は、翌年1月に自らが設立した天活（天然色活動写真）を買収、松竹蒲田撮影所から井上正夫、日活向島撮影所から桝本清を引き抜き、東京府南豊島郡淀橋町大字角筈字十二社（現在の新宿区西新宿4丁目、京王プラザホテル近辺）に角筈撮影所を建設した。桝本は同撮影所の所長および撮影課長（現在の製作部長にあたる）に就任し、かつて向島時代の同僚であった細山喜代松を監督係のメンバーとして入社させた。同年4月には、設立第1作の製作にとりかかる。
細山喜代松は、同じ設立メンバーのひとり、野村愛正の脚本を得、新劇の文芸協会出身の女優で、同じく設立メンバーに加わった林千歳を主役に起用、本作を監督した。共演に名を連ねる高勢実は後の喜劇役者・高勢実乗であるが、当時は喜劇的要素はまったくない性格俳優であった。角筈撮影所は新劇の流れを汲む現代劇の撮影所、従来天活が稼働していた巣鴨撮影所は時代劇の撮影所となった。
本作は、同年7月1日、同年5月に株式会社武蔵野館（現在の武蔵野興業）が、角筈の甲州街道沿いにオープンしたばかりの新宿武蔵野館（1928年12月、現在の場所に移転）で公開された。当時の角筈の地はまったくの郡部であり、東京市の住宅地から郊外の農村地帯へ、現在のバキュームカーの役割を果たす牛車が列をなしていた時代の話である。「いっそ小田急で逃げましょか」が流行語となるほど新宿駅近辺が発展するのは、同フレーズが歌詞に登場する1929年（昭和4年）5月31日公開の『東京行進曲』前後であり、10年早い時代であった。
本作のフィルムプリントは、東京国立近代美術館フィルムセンターは所蔵していない。

## スタッフ・作品データ
- 監督 : 細山喜代松
- 脚本 : 野村愛正
- 製作 : 国際活映角筈撮影所
- 上映時間（巻数） : 7巻
- フォーマット : 白黒映画 - スタンダードサイズ（1.33:1） - サイレント映画
- 公開日 :  日本 1920年7月1日
- 配給 :  国際活映
- 初回興行 : 角筈・新宿武蔵野館

## キャスト
- 林千歳
- 高勢実
- 小松みどり

## 註
1. 1 2 3 4 5 6 7  『日本映画発達史 1 活動写真時代』、田中純一郎、中央公論社、1968年、p.292-293.
2. ↑  林千歳、『講談社 日本人名大辞典』、講談社、コトバンク、2009年11月29日閲覧。
3. ↑  所蔵映画フィルム検索システムでの検索結果、東京国立近代美術館フィルムセンター、2009年11月29日閲覧。